# Linus Hultström
Olof Linus Hultström, född den 9 december 1992 i Vimmerby, är en svensk ishockeyspelare som spelar för EHC Biel i NL. Hultström inledde ishockeykarriären i moderklubben Vimmerby Hockey. Säsongen 2009/10 gjorde han SHL-debut med Linköping HC, där han spelade fram till säsongen 2015/16. Under tiden i Linköping blev han periodvis också utlånad till IK Oskarshamn i Hockeyallsvenskan. Som junior vann han SM-guld med Linköpings J20-lag säsongen 2011/12.
Efter att kontraktet med Linköping brutits i oktober 2014, spelade han resten av säsongen med Leksands IF, innan han skrev på för Djurgårdens IF inför säsongen 2015/16. Den efterföljande säsongen vann han backarnas poängliga i SHL. I maj 2016 skrev Hultström ett avtal med NHL-klubben Florida Panthers, men lyckades aldrig ta någon plats i laget. Hultström spelade fortsatt för Djurgårdens IF framt ill 2020 och tog ett SM-silver med klubben 2019. Efter att ha lämnat Djurgården spelade han under två säsonger i KHL för HK Vitjaz Podolsk och Metallurg Magnitogorsk. I maj 2022 återvände han till Linköping HC och vann 2025 för andra gången SHL:s poängliga för backar.
Efter tre säsonger i Linköping anslöt Hultström till EHC Biel i den schweiziska ligan NL.
Hultström gjorde A-landslagsdebut 2016 och representerade Sverige vid OS i Peking 2022.

## Karriär

### Klubblag

#### 2009–2015: Linköping HC, IK Oskarshamn och Leksands IF
Hultström påbörjade sin ishockeykarriär i moderklubben Vimmerby Hockey. Inför säsongen 2008/09 blev han värvad till Linköpings HC:s J18-lag och under den efterföljande säsongen gjorde han debut i SHL, den 2 mars 2010, i en match mot Skellefteå AIK. Säsongen 2010/11 var han lagkapten i Linköping J20.
Inför 2011/2012 skrev han ett tvåårskontrakt med Linköpings A-lag, men lånades under säsongen ut till IK Oskarshamn. Den 17 september 2011 gjorde han debut i Hockeyallsvenskan. Samma månad, den 26 september, noterades han för sitt första mål i serien, på Daniel Hansen, då Oskarshamn besegrade Mora IK med 4–2. Under säsongen spelade han totalt 47 matcher för Oskarshamn, och var tillsammans med Sam Lofquist Oskarshamns poängbästa back (17 poäng). Han spelade också fem matcher för Linköping, där han gick poänglös ur samtliga. Han avslutade sedan säsongen med Linköping J20 som vann JSM-guld. I finalen kvitterade Hultström HV71:s 2–1-ledning med mindre än tre minuter kvar av matchen. I förlängningen assisterade han till det mål som avgjorde till Linköpings fördel.
2012/13 var Hultström ordinarie i SHL med Linköping och förlängde i november 2012 sitt kontrakt med klubben med två år. Strax innan förlängningen, den 17 november, noterades han för sitt första SHL-mål, på Mattias Modig, i en 5–3-seger mot Växjö Lakers HC. Hultström spelade samtliga 55 matcher i grundserien och stod för åtta poäng (fem mål och tre assists). Han spelade därefter sitt första SM-slutspel, där Linköping slogs ut i semifinalserien mot Skellefteå AIK med 4–1 i matcher. På tio slutspelsmatcher stod Hultström för två assistpoäng.
Efter att ha fått begränsat med speltid i slutet av 2013 lånades Hultström återigen ut till IK Oskarshamn – men avslutade säsongen med Linköping. I inledningen av säsongen 2014/15 fick han åter begränsat med speltid i Linköping och lämnade därför klubben i oktober för spel med seriekonkurrenten Leksands IF. Hultströms tid i Leksand blev för hans del framgångsrik, med 33 poäng på 48 grundseriematcher blev han poängbäst av backarna i laget och slutade på tredje plats bland samtliga backar i ligan. Trots det blev Leksand nedflyttade till Hockeyallsvenskan efter att man förlorat i direktkvalet till SHL mot Malmö Redhawks med 3–4 i matcher.

#### 2015–2022: Djurgårdens IF och KHL

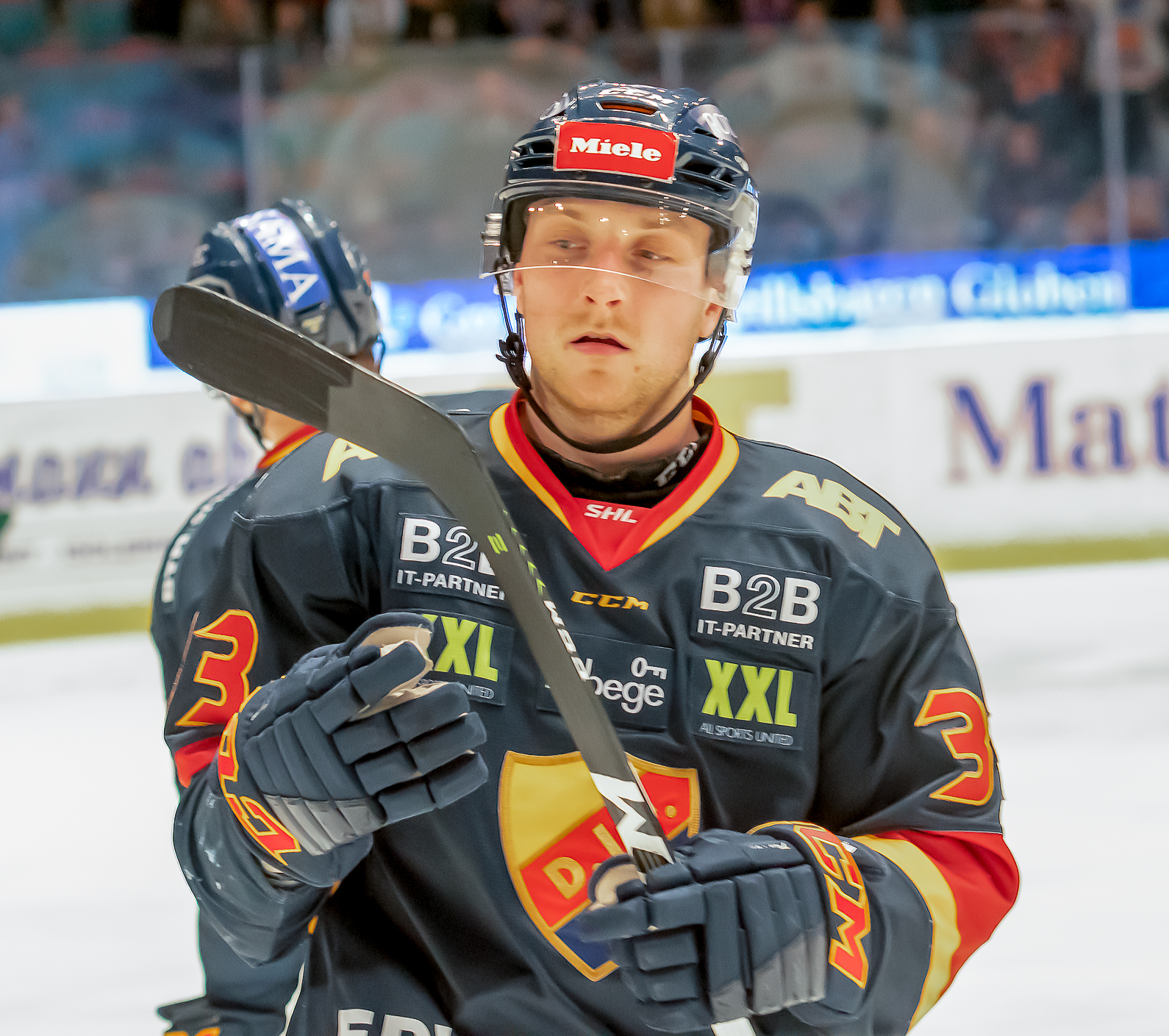
Hultström med Djurgårdens IF 2019.

Efter att Leksand degraderats till Hockeyallsvenskan lämnade Hultström klubben och skrev den 9 april 2015 ett treårskontrakt med Djurgårdens IF i SHL. Under den följande grundserien producerade Hultström 31 poäng på 52 matcher, och vann backarnas poängliga och med tolv gjorda mål vann han också backarnas skytteliga. Hultströms poängproduktion höll i sig även under slutspelet, där han återigen vann backarnas poängliga. På åtta matcher noterades han för tolv poäng (tre mål, nio assist). Djurgården slogs ut i kvartsfinalserien mot Frölunda HC, med 1–4 i matcher.
Den 3 maj 2016 meddelade NHL-klubben Florida Panthers att man skrivit kontrakt med Hultström. I oktober 2016 meddelades det att Florida lånat ut Hultström till Djurgårdens IF, där han tillbringade hela säsongen. På 44 grundseriematcher stod han för 20 poäng (7 mål, 13 assist) och var åter lagets poängmässigt bästa back. Djurgården slutade på tionde plats i grundserien och slogs i SM-slutspelet ut i play in av Färjestad BK med 2–1 i matcher.
Inför säsongen 2017/18 misslyckades Hultström åter att ta en plats i Panthers och lämnade därefter klubben. Den 1 oktober 2017 stod det klart att han återvänt till Djurgårdens IF då han skrivit ett tvåårsavtal med klubben. För tredje säsongen i följd vann Hultström den interna poängligan bland backarna i Djurgården då han stod för 24 poäng på 44 matcher (5 mål, 19 assist). Laget slogs sedan ut i semifinal av Skellefteå AIK med 4–2 i matcher.
Säsongen 2018/19 spelade Hultström samtliga 52 matcher av grundserien och stod för 27 poäng (9 mål, 18 assist), vilket gav honom en sjätteplats i backarnas totala poängliga. I SM-slutspelet lyckades Djurgården ta sig till final sedan man slagit ut Skellefteå AIK och Färjestad BK i kvarts-, respektive semifinal. I finalen föll man dock med 4–2 i matcher mot Frölunda HC. Tillsammans med Frölundas Chay Genoway var Hultström poängmässigt bäst bland backarna i slutspelet då han stod för 13 poäng på 19 matcher (fem mål, åtta assistpoäng).
Under sin femte säsong i Djurgården spelade Hultström för andra året i följd samtliga matcher av grundserien. Han vann lagets interna poängliga och kom på femte plats i backarnas poängliga. På 52 matcher noterades han för 32 poäng och var den back i serien som gjorde flest mål (15). Djurgården slutade på sjätte plats i grundserien. SM-slutspelet ställdes in på grund av Covid-19-pandemin.
Efter säsongens slut meddelades det den 18 mars 2020 att Hultström lämnat Djurgårdens IF. Den 2 maj samma år bekräftades det att Hultström skrivit ett tvåårsavtal med den ryska klubben HK Vitjaz Podolsk i KHL. Den 4 september 2020 gjorde han KHL-debut i en 0–4-seger mot Ak Bars Kazan. Senare samma månad, den 22 september, noterades Hultström för sitt första mål i ligan, på Jakub Kovář, i en 3–4-seger mot Avtomobilist Jekaterinburg. Hultström var under grundserien lagets poängmässigt bästa back då han noterades för 23 poäng, varav sju mål, på 57 matcher. Laget slutade på nionde plats i den västra konferensen och missade därmed slutspelet.
Den 1 maj 2021 bekräftades det att Hultström värvats av Metallurg Magnitogorsk, med vilka han skrivit ett ettårskontrakt. Laget vann KHL:s grundserie och Hultström stod för 28 poäng på 48 matcher (4 mål, 24 assist). I Gagarin Cup-slutspelet slog laget i tur och ordning ut Barys Nur-Sultan (4–1), Avangard Omsk (4–3) och Traktor Tjeljabinsk (4–1) innan man var finalklara. Magnitogorsk ledde finalserien mot HK CSKA Moskva med 3–1, men föll till slut med 3–4 i matcher. På 20 slutspelsmatcher noterades Hultström för sju poäng, varav två mål.

#### Från 2022: Återkomst till Linköping och EHC Biel
Efter åtta säsonger i andra klubbar, bekräftades det den 4 maj 2022 att Hultström återvänt till Linköping HC i SHL, med vilka han skrivit ett fyraårsavtal. Han spelade samtliga 52 grundseriematcher och vann lagets interna assistliga med 20 assistpoäng. Han var Linköpings poängmässigt bästa back och slutade på tionde plats i backarnas poängliga i SHL då han stod för 29 poäng, varav nio mål. Inför säsongen 2023/24 utsågs Hultström till en av de assisterande lagkaptenerna i Linköping. I grundserien var Hultström lagets mål- och poängmässigt bästa back med 25 poäng på 50 spelade matcher (åtta mål). Även i slutspelet var han lagets poängmässigt bästa back. Laget slogs ut i kvartsfinalserien mot Skellefteå AIK med 4–0 i matcher och Hultström noterades för ett mål och två assistpoäng.
Säsongen 2024/25 spelade Hultström sin 500:e SHL-match. Han spelade samtliga matcher av grundserien och vann för andra gången i karriären backarnas poängliga i SHL:s grundserie. Han vann Linköpings interna poäng- och assistliga; på 52 matcher stod han för 42 poäng (11 mål, 31 assist). Med denna notering gjorde han sin poängmässigt bästa säsong i seniorkarriären. I slutet av säsongen slog sig Hultström in på topp-10 i backarnas poängliga genom tiderna i SHL.
Den 7 april 2025 uppdagades det att Hultström nyttjat en klausul för spel utomlands och fyra dagar senare presenterades han som ett nyförvärv till den schweiziska klubben EHC Biel i NL, med vilka han skrivit ett tvåårsavtal.

### Landslagskarriär
Den 7 april 2016 debuterade Hultström i Tre Kronor i en träningslandskamp mot Schweiz. Hultström gjorde sitt första A-landslagsmål då han inledde målskyttet i matchen, men Sverige föll dock till slut med 3–5.
Den 21 januari 2022 bekräftades det att Hultström blivit uttagen att spela OS i Peking. Hultström registrerades att ha spelat två matcher under denna turnering, där Sverige slutade på fjärde plats. Han fick dock ingen istid under dessa matcher.

## Statistik

### Klubblag
| 2009–10                  | Linköping HC             | SHL                      | 1   | 0  | 0   | 0   | 0   | —  | —  | —  | —  | —  |
| 2011–12                  | Linköping HC             | SHL                      | 5   | 0  | 0   | 0   | 4   | —  | —  | —  | —  | —  |
| 2011–12                  | IK Oskarshamn            | HA                       | 47  | 5  | 12  | 17  | 26  | 6  | 0  | 1  | 1  | 0  |
| 2012–13                  | Linköping HC             | SHL                      | 55  | 5  | 3   | 8   | 32  | 10 | 0  | 2  | 2  | 2  |
| 2013–14                  | Linköping HC             | SHL                      | 31  | 1  | 1   | 2   | 8   | 11 | 0  | 3  | 3  | 4  |
| 2013–14                  | IK Oskarshamn            | HA                       | 23  | 2  | 9   | 11  | 6   | —  | —  | —  | —  | —  |
| 2014–15                  | Linköping HC             | SHL                      | 5   | 0  | 0   | 0   | 0   | —  | —  | —  | —  | —  |
| 2014–15                  | Leksands IF              | SHL                      | 48  | 10 | 23  | 33  | 20  | 7  | 3  | 1  | 4  | 8  |
| 2015–16                  | Djurgårdens IF           | SHL                      | 52  | 12 | 19  | 31  | 16  | 8  | 3  | 9  | 12 | 6  |
| 2016–17                  | Djurgårdens IF           | SHL                      | 44  | 7  | 13  | 20  | 24  | 3  | 0  | 1  | 1  | 2  |
| 2017–18                  | Djurgårdens IF           | SHL                      | 44  | 5  | 19  | 24  | 16  | 11 | 5  | 1  | 6  | 4  |
| 2018–19                  | Djurgårdens IF           | SHL                      | 52  | 9  | 18  | 27  | 4   | 19 | 5  | 8  | 13 | 10 |
| 2019–20                  | Djurgårdens IF           | SHL                      | 52  | 15 | 17  | 32  | 20  | —  | —  | —  | —  | —  |
| 2020–21                  | HK Vitjaz Podolsk        | KHL                      | 57  | 7  | 16  | 23  | 28  | —  | —  | —  | —  | —  |
| 2021–22                  | Metallurg Magnitogorsk   | KHL                      | 48  | 4  | 24  | 28  | 22  | 20 | 2  | 5  | 7  | 12 |
| 2022–23                  | Linköping HC             | SHL                      | 52  | 9  | 20  | 29  | 22  | —  | —  | —  | —  | —  |
| 2023–24                  | Linköping HC             | SHL                      | 50  | 8  | 17  | 25  | 16  | 4  | 1  | 2  | 3  | 0  |
| 2024–25                  | Linköping HC             | SHL                      | 52  | 11 | 31  | 42  | 20  | —  | —  | —  | —  | —  |
| SHL totalt               | SHL totalt               | SHL totalt               | 543 | 92 | 181 | 273 | 202 | 73 | 17 | 27 | 44 | 36 |
| KHL totalt               | KHL totalt               | KHL totalt               | 105 | 11 | 40  | 51  | 50  | 20 | 2  | 5  | 7  | 12 |
| Hockeyallsvenskan totalt | Hockeyallsvenskan totalt | Hockeyallsvenskan totalt | 70  | 7  | 21  | 28  | 32  | 6  | 0  | 1  | 1  | 0  |

### Internationellt
| År            | Lag           | Turnering     | Matcher | Mål | Assists | Poäng | Utv. |
| ------------- | ------------- | ------------- | ------- | --- | ------- | ----- | ---- |
| 2022          | Sverige       | OS            | 2       | 0   | 0       | 0     | 0    |
| Senior totalt | Senior totalt | Senior totalt | 2       | 0   | 0       | 0     | 0    |